# Michael Maier
Pour les articles homonymes, voir Maier.
Michael Maier (1568 ou 1569 - 1622) est un médecin et alchimiste allemand, qui fut conseiller de l'empereur romain germanique Rodolphe II de Habsbourg.

## Biographie

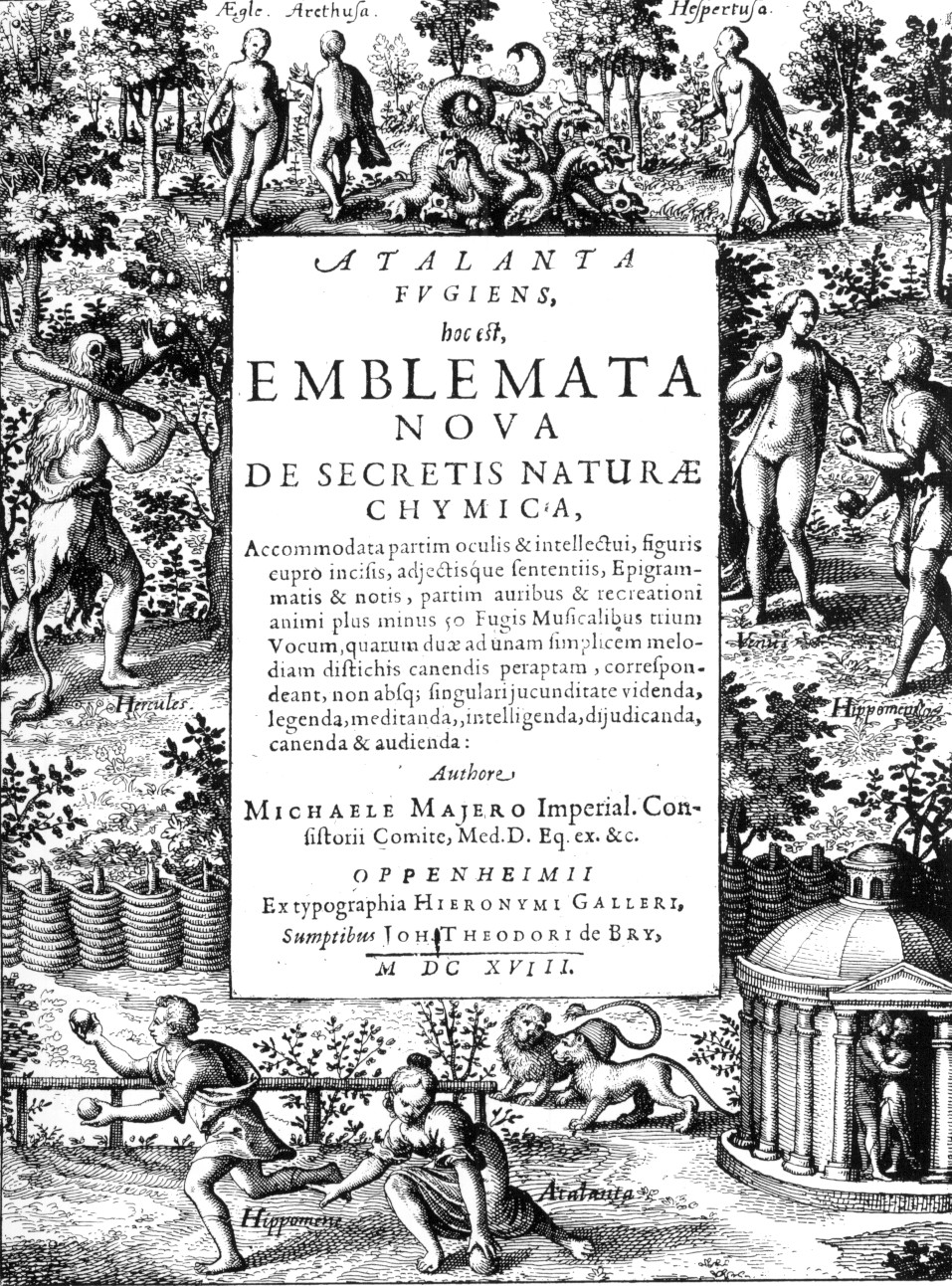
LAtalanta Fugiens (1617)

Jusqu'à récemment on disposait de peu de renseignements sur la biographie de Michael Maier, et notamment sur la première partie de sa vie, jusqu'à ce qu'il devienne un personnage public en tant que médecin de l'empereur Rodolphe II en 1609. Une sorte de curriculum vitæ a été mis à jour en 1989. Ce texte se trouve en tête d'un ouvrage, De Medicina Regia et vere heroica, Coelidonia, publié en quelques exemplaires à Prague en 1609.
Il naquit probablement à l'été 1569 (plutôt qu'en 1568 comme souvent indiqué), dans une famille originaire de Kiel alors dans le duché de Holstein. Son père, Peter Maier (mort en 1582), était un artisan de luxe dans la broderie de perles, et fut au service de Heinrich Rantzau (1526-1598), gouverneur du  Holstein et du Schleswig pour le roi Frédéric II de Danemark. Michael Maier reçut dans son enfance une éducation humaniste, pendant laquelle il développa notamment la composition de poésie latine. De 1587 à 1591, il étudia à l'Université de Rostock la physique, les mathématiques, la logique et l'astronomie et la médecine. Il retourna chez lui en 1591, sans avoir obtenu son diplôme, peut-être par manque d'argent. Il écrivit alors deux longs poèmes en latin louant les Rantzau qui avaient patronné son père.
En 1592, il continua ses études de médecine à l'Université Viadrina de Francfort-sur-l'Oder, et obtient sa licence en 1592, tout en continuant à écrire des poèmes sous le pseudonyme de Hermes Malavici (un parmi la douzaine d'anagrammes de son nom Michael Maierus, dont la devise res mea luce mihi dernière partie d'un distique élégiaque "Fulgeat Aetheriâ res mea luce mihi" : "du moment que ma matière brille pour moi d'une lumière éthérienne". Il commença à pratiquer en tant qu'assistant de Matthias Carnarius (avant 1562–1620), médecin du duc Jean-Adolphe de Holstein-Gottorp.
Il étudie la philosophie et la médecine à  Rostock (1587), Francfort-sur-l'Oder (1592), et Padoue. Il obtient son doctorat de médecine en 1596 à Bâle, et revient à Rostock pour exercer. Il pratique également brièvement vers 1601 à Königsberg et à Dantzig. Vers cette époque il commence à s'intéresser à l'alchimie. En 1608 il va à Prague, et en 1609 il devient médecin et conseiller impérial de Rodolphe II, du fait de la passion de l'empereur pour l'alchimie et l'occulte.
En 1611, il effectue un voyage à Amsterdam, dont on sait peu de choses. Cette même année, Rodolphe, malade, abdique et meurt l'année suivante.
Entre 1612 et 1616, Maier gagne l'Angleterre et la cour de Jacques Ier. Il y rencontre Robert Fludd. Vers 1614 il y publie Arcana arcanissima. Il sert aussi d'autres princes allemands, en particulier le prince de Nassau, grand protecteur de l'alchimie. Il publie, en 1617 à Oppenheim chez Jean-Théodore de Bry, l'Atalanta fugiens, un livre d'emblèmes alchimiques ; outre des gravures et des poèmes, il contient cinquante morceaux de musique.

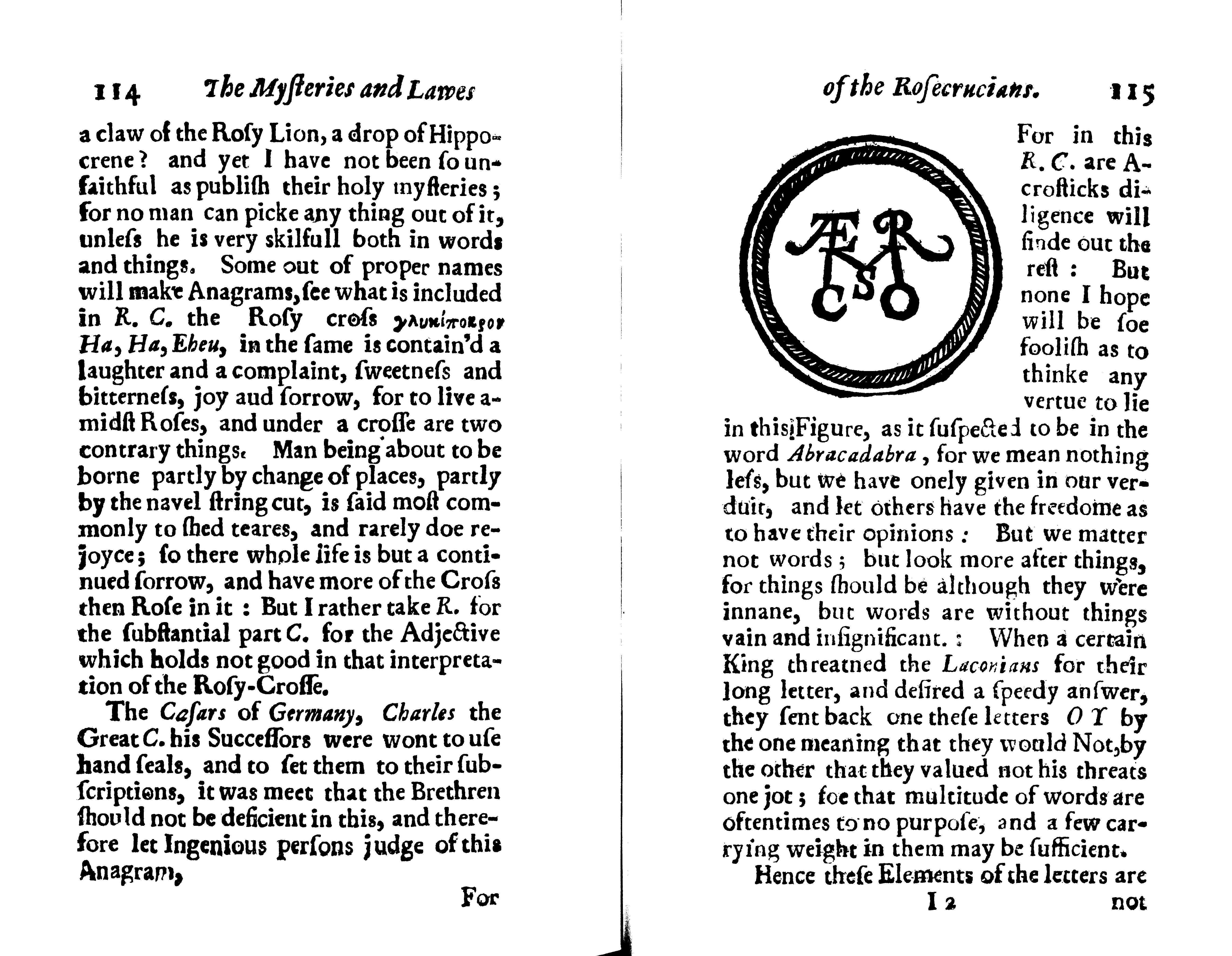
Deux pages de l'édition anglaise la Themis Aurea. The Laws of the Fraternity of the Rosie Crosse (Londres, 1656)

Luthérien, Michael Maier est l'un des principaux commentateurs des manifestes Rose-Croix, publiés en Allemagne de 1614 à 1616. Dans Silentium post clamores  (1617), il défend la mystérieuse fraternité  contre les calomniateurs, et lui attribue une origine égyptienne ;  en 1618 il fait publier à Francfort la Themis aurea.
En 1619 il devient le médecin du landgrave Maurice de Hesse-Cassel. En 1620 il part pratiquer la médecine à Magdebourg où il meurt en 1622, laissant de nombreux travaux non-publiés.

### Gravures de l'Atalanta Fugiens

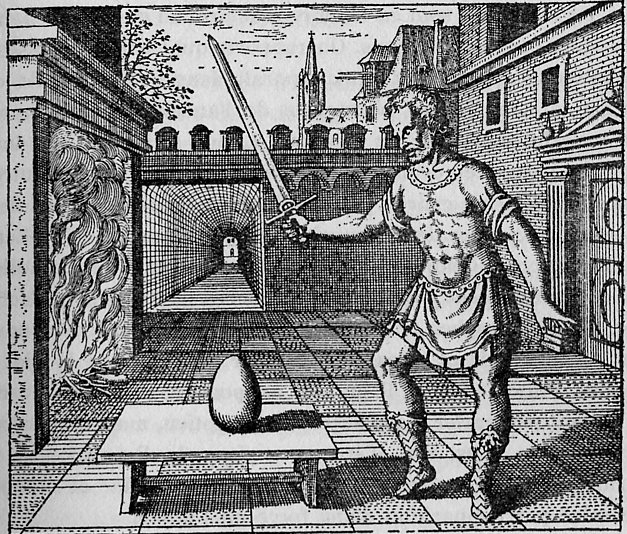
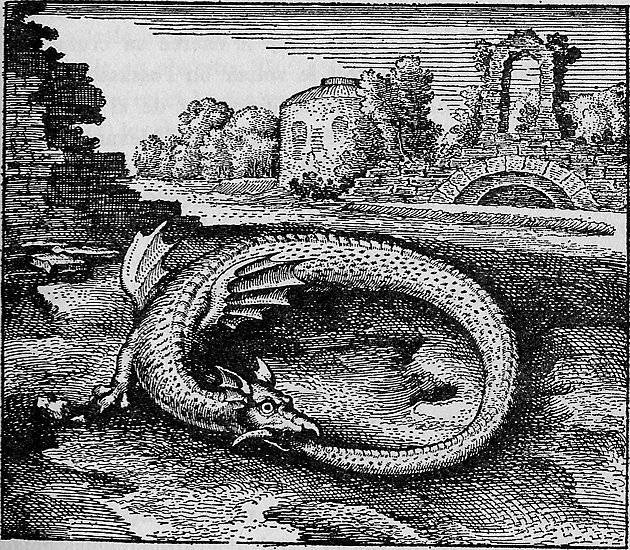
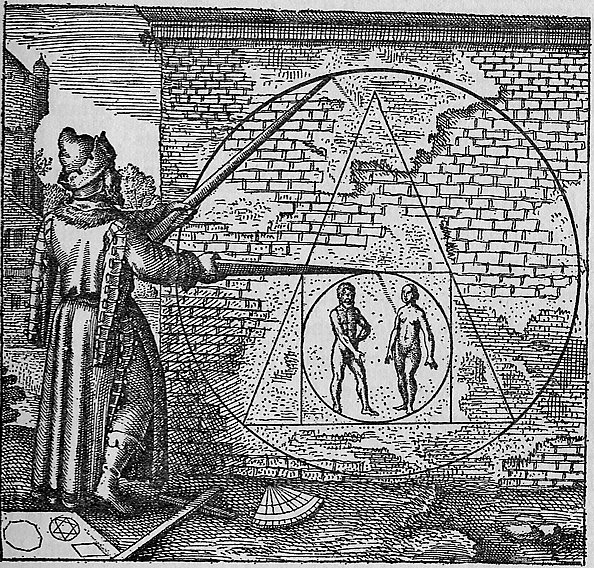
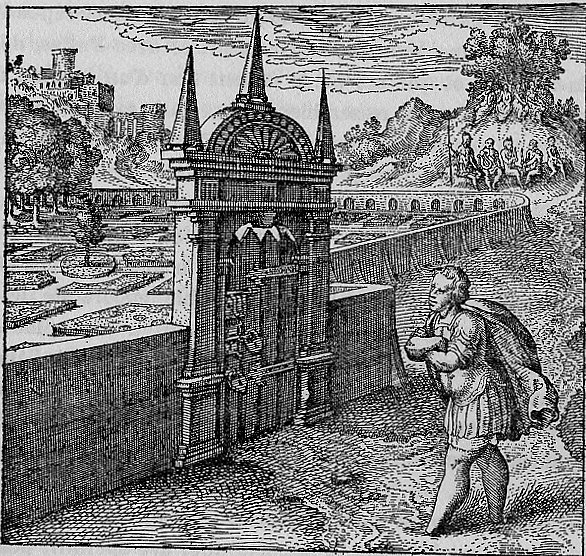
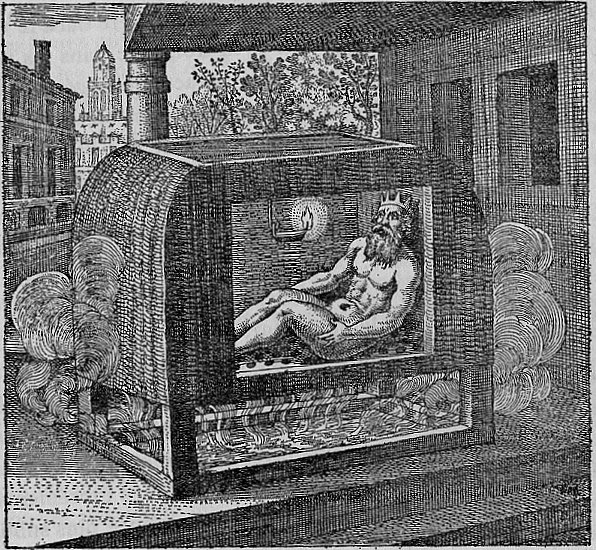
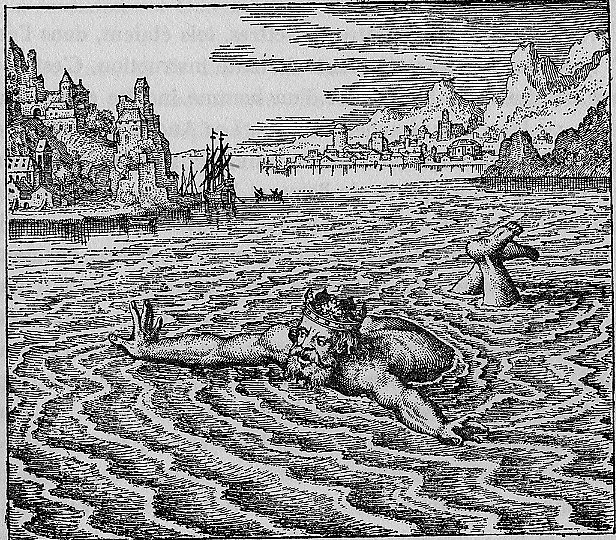
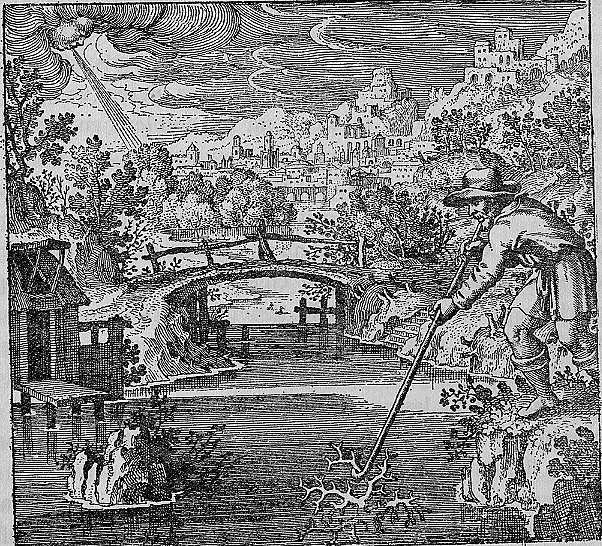
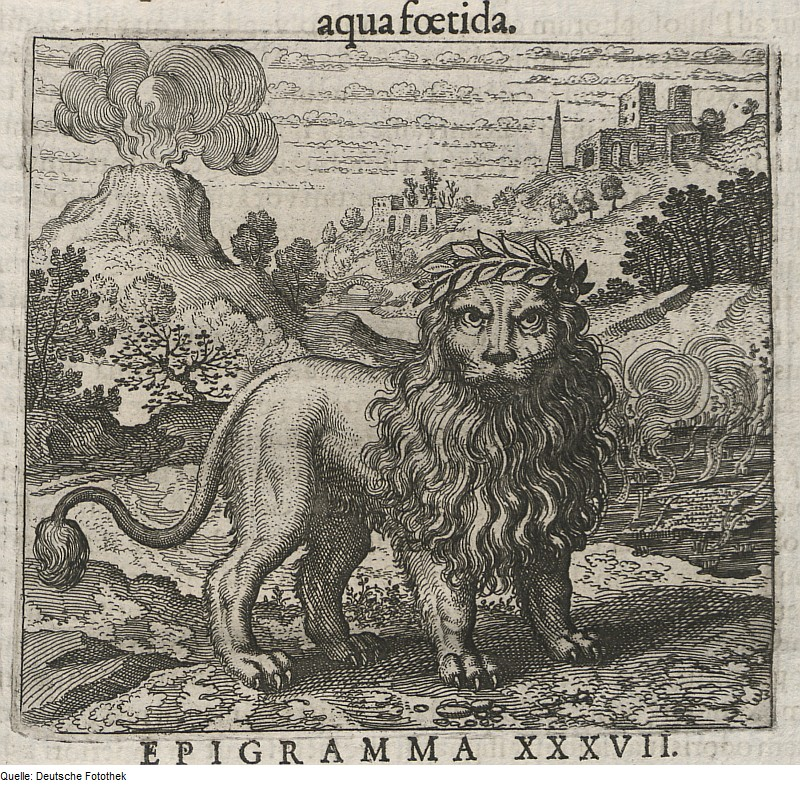
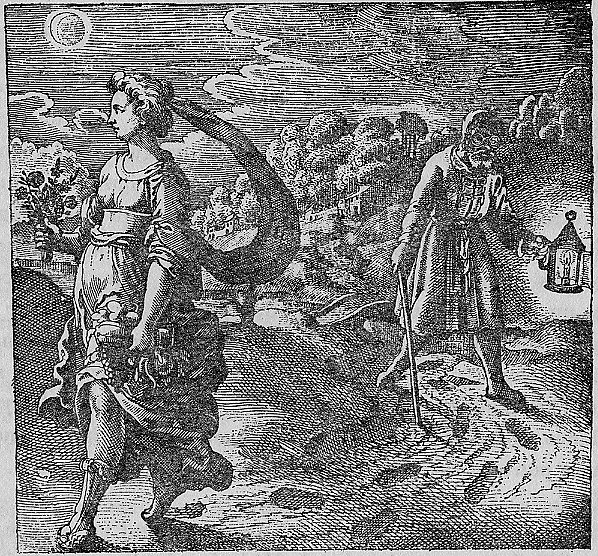
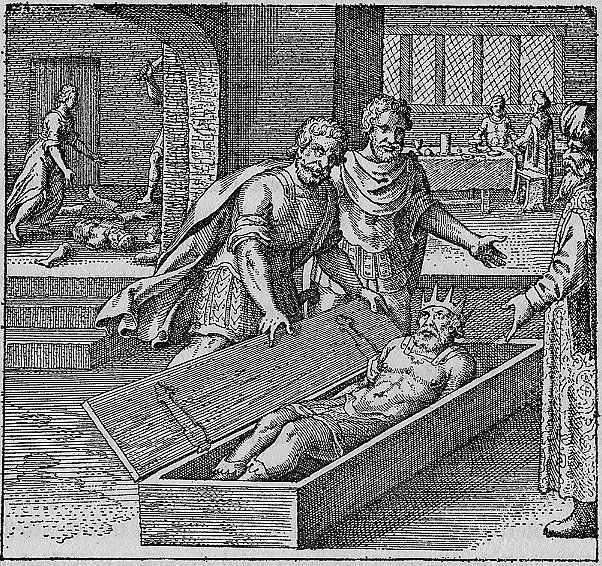
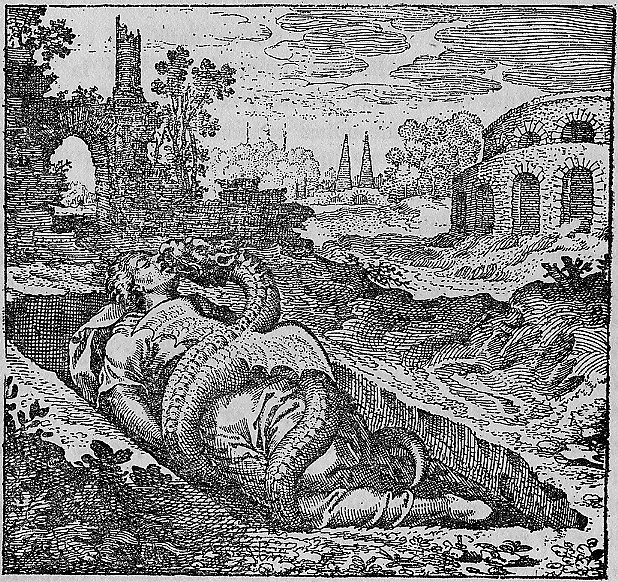

### Ouvrages
- Hymnosophia (vers 1610)
- Arcana arcanissima, hoc est hieroglyphica aegyptio-graeca vulgo necdum cognita (slnd, [1614]). Seul manuscrit autographe de Maier, conservé à la bibliothèque de l'université de Leipzig.
  - Les Arcanes très Secrets, Introduction, traduction et notes de Stéphane Feye - Préface de Robert Vanloo. Grez Doiceau (Belgique), Les éditions BEYA, 2005. (recension dans Ambix, 54 (2017), n°2, pp. 207-208)
- Symbola aureae Mensae duodecim nationum (1617) 
  - La Table d'Or de Michaël Maïer, introduction, traduction et notes de Hans van Kasteel, Grez-Doiceau (Belgique) : Les éditions BEYA, 2015, 653 pp.
- Silentium post clamores (1617)
  - Silentium post clamores (1617). Apologie et Réponse de la fraternité de la Rose Croix. Traduction de l'all. Léon Paul Duparvie, éditions Clara Fama, 2010.
- Atalanta fugiens, hoc est Emblemata nova de Secretis Naturae Chymica (1617). Gravures de Jean Théodore de Bry et de Matthäus Merian. 
  - Atalante fugitive ou Nouveaux emblèmes chymiques des secrets de la Nature, traduction Étienne Perrot, librairie de Médicis, 1969. Trad. partie 1 , partie 2 .
- Themis aurea (1618).
  - Thémis dorée ou les règles d'or de l'Ordre de la Rose Croix. Traduction de Léon Paul Duparvie, éditions Clara Fama, 2011.
- Viatorium, hoc est De montibus planetarum septem seu metallorum (1618)
- Une allégorie subtile concernant les secrets d'alchimie très utile à posséder et plaisante à lire (1618). Trad. * Cantilenae intellectuales de phoenice redivivo, hoc est medicinarum omnium pretiosissima) (1622) : trad. Le Mascrier, 1758, rééd. 1984 Chansons intellectuelles sur la résurrection du phénix, ou la plus précieuse des médecines
- Septimana philosophica (1620) 
  - Michaël Maïer, La Semaine Philosophique, Introduction, traduction et notes de Hans van Kasteel. Les éditions BEYA, Grez-Doiceau (Belgique) 2018, 329 p.  (ISBN 978-2-930729-09-1).

### Études
(par ordre alphabétique)
- Paul Arnold, Histoire des Rose-Croix, Mercure de France, Paris, 1955.
- (en) Florin-George Calian, Spiritual alchemy and the function of image : coincidentia oppositorum in Michael Maier's Atalanta fugiens, Budapest: CEU, Budapest College, 2009 (lire en ligne)
- (en) James B. Craven, Count Michael Maier, doctor of philosophy and of medicine, alchemist, Rosicrucian, mystic 1568-1622: life and writings (1968), Berwick: Ibis Press, 2003.  (ISBN 0892540834)
- (en) Karin Figala & Ulrich Neumann « Michael Maier (1569-1622) New bio-bibligraphical Material » Alchemy Revisited: Proceedings of the International Conference on the History of Alchemy at the University of Groningen, 17-19 April 1989 édité par Z. R. W. M. von Martels - Brill Archive, 1990 sur googlebooks
- (en) Peter Forshaw, « Oratorium-Auditorium-Laboratorium: Early Modern Improvisations on Cabala, Music and Alchemy », Aries, vol. 10, no 2,‎ 2010, p. 169-195 (DOI 10.1163/156798910X520584, lire en ligne)
- (en) H.M.E. de Jong, Michael Maier's Atalanta Fugiens: Sources of an Alchemical Book of Emblems, York Beach: Nicolas-Hays, 2002.  (ISBN 0877289484)
- (en) Nils Lenke, Nicolas Roudet, Hereward Tilton « Michael Maier : Nine Newly Discovered Letters » Ambix: The Journal of the Society for the Study of Alchemy and Early Chemistry, Vol. 61, Issue 1 (February 2014), p. 1-47.
- (en) John Warwick Montgomery « Lutheran Astrology and Alchemy in the Age of the Reformation » Ambix: The Journal of the Society for the Study of Alchemy and Early Chemistry, Vol. 11 (June 1963), p. 65-86.
- Ulrich Neumann Michael Maier (1569-1622) « Philosophe et Médecin » in Alchimie et philosophie à la Renaissance: actes du colloque international de Tours, 4-7 décembre 1991 édité par Sylvain Matton, Vrin, 1993 sur googlebooks
- Mohammed Taleb, "Michael Maïer et l'Alchimie mythologique" (pp. 98-101), In Nature vivante et Âme pacifiée, La Bégude de Mazence, Arma Artis, 2014,  (ISBN 978-2-87913-166-5)
- (en) Hereward Tilton « The Life and Work of Count Michael Maier (1569-1622): Understanding Christian Alchemy in the German Calvinist States » Theology and Religion, Vol. 1 (1999), p. 23-42.
- (en) Hereward Tilton, The Quest for the Phoenix: Spiritual Alchemy and Rosicrucianism in the Work of Count Michael Maier (1569-1622) de Gruyter, 2003
- Frances Yates, La Lumière des Rose-Croix (1972), Retz, 1978, p. 106-119.